# An Imperfect Solution: A Tale of the Re-Animator
Pour plus de détails, voir Fiche technique et Distribution.
An Imperfect Solution: A Tale of the Re-Animator est un court métrage américain réalisé par Christian Matzkeest sorti en 2003. 
Le film est en partie inspiré du livre du même nom écrit par H. P. Lovecraft.

## Synopsis
1920, Herbert West, un scientifique, tente par tous les moyens avec plusieurs expériences de faire revivre les morts à la vie, ce qui n’est pas l’avis de son collègue Helder. Herbert est prêt à aller très loin pour voir ses projets se concrétiser et, quand son collègue est mis à l’écart du projet, Herbert profite de l’occasion pour finir ses expériences. Mais, quand le professeur Helder revient, il se rend compte qu’avoir laissé Herbert seul n’était pas du tout une bonne idée et que cette erreur pourrait coûter extrêmement cher…

## Fiche technique
- Réalisation et scénario : Christian Matzke
- D’après l’œuvre de H. P. Lovecraft
- Production : Michelle Soulier
- Montage : Allen Baldwin
- Pays :  États-Unis
- Langue : anglais
- Format : noir et blanc
- Date de sortie : 
  -  États-Unis : 11 mars 2003 	(limité)

## Distribution
- Bob Poirier : Herbert West
- Jason C. Waron : Simon Helder
- Amanda Huotari : Mary Helder
- James Noel Hoban : Robert Leavitt
- Dan Harrod : Walter Sutton
- Megan Holden : une prostituée
- Laree Love : Leather Apron